# Estádio Municipal Fernando Cabrita
Estádio Municipal Fernando Cabrita – wielofunkcyjny stadion w Lagos, w Portugalii. Nosi imię trenera piłkarskiego, Fernando Cabrity. Obiekt może pomieścić 4600 widzów. Został otwarty w 1989 roku. Swoje spotkania na stadionie rozgrywają piłkarze klubu Esperança de Lagos. 9 lutego 2011 roku reprezentacja Andory przegrała na tym stadionie w meczu towarzyskim z Mołdawią 1:2. Było to pierwsze spotkanie tych drużyn w historii.